# Rijnsaterwoude

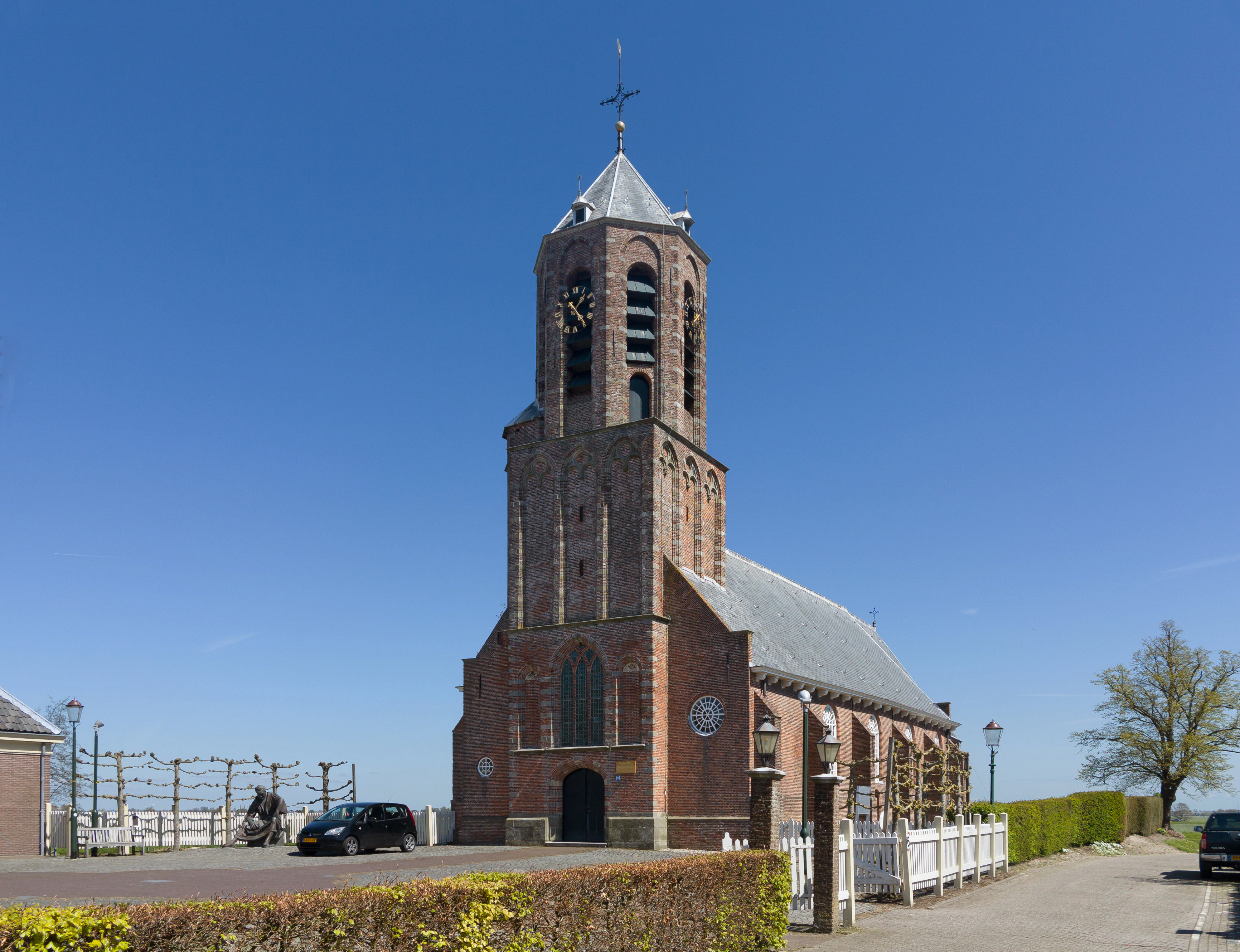
Rijnsaterwoude, l'église: de Woudse Dom

Rijnsaterwoude est un village dans la commune néerlandaise de Kaag en Braassem, dans la province de la Hollande-Méridionale. Le 1er janvier 2006, le village comptait 1 280 habitants.
Rijnsaterwoude été une commune indépendante jusqu'au 1er janvier 1991. À cette date, la commune fusionne avec celles de Woubrugge et Leimuiden pour former la nouvelle commune de Jacobswoude.